# Battaglia di Mariupol' (2014)
La prima battaglia di Mariupol' del 2014 è uno degli episodi della guerra del Donbass, quando con Euromaidan ci fu un cambio di potere in Ucraina, subito seguito dallo scoppio di proteste filorusse che portò ad un aggravamento della situazione politica nelle regioni meridionali e orientali del paese.
La crisi al suo culmine provocò scontri armati tra gli oppositori al nuovo governo, le forze separatiste filorusse sostenute dalle truppe russe da un lato, e le forze armate ucraine sostenute da milizie paramilitari dall'altro.
I separatisti di Donetsk dopo l'assedio, presero il controllo della città il 6 maggio, ma il 9 maggio la città venne conquistata dalla Guardia nazionale dell'Ucraina e dal Battaglione Azov.
Quindi iniziò una nuova offensiva dei filorussi, che non ebbe successo a causa della resistenza degli ucraini, e fallì il 16 giugno.
I primi di settembre 2014 le forze secessioniste tentarono nuovamente di impadronirsi della città, senza riuscirvi: Mariupol' fu allora sottoposta a bombardamenti con razzi Grad. Il 6 settembre fu dichiarato il cessate il fuoco.